# West Kilbride
West Kilbride est un village dans le North Ayrshire, en Écosse. Il se trouve sur la rive du Firth of Clyde.